# Мидлтаун (Охајо)
Мидлтаун (енгл. Middletown) град је у америчкој савезној држави Охајо.

## Демографија
По попису из 2010. године број становника је 48.694, што је 2.911 (-5,6%) становника мање него 2000. године.
| Група             | 2000.          | 2010.          |
| Белци             | 44.658 (86,5%) | 39.678 (81,5%) |
| Афроамериканци    | 5.467 (10,6%)  | 5.691 (11,7%)  |
| Азијати           | 190 (0,4%)     | 232 (0,5%)     |
| Хиспаноамериканци | 460 (0,9%)     | 1.838 (3,8%)   |
| Укупно            | 51.605         | 48.694         |